# 李延禧 (清朝)
李延禧（约1650年代 - 1731年），字绵芝，内务府汉军正白旗人（属内务府正白旗汉姓满洲旗人），清朝内务府官员。籍奉天铁岭。

## 生平
准噶尔之役中，立平定噶尔丹军功，历任内务府主事、员外郎、六库郎中兼佐领。康熙十九年（1680年）时，以内务府主事职驻景德镇御窑厂督陶。康熙四十五年至四十六年（1706年至1707年），任江苏滸墅鈔關监督。雍正元年至九年，任總管內務府大臣（卒于任）。又任正白旗汉军副都统、吏部左侍郎。曾任内务府镶黄旗第一参领第一满洲佐领、内务府正白旗第五参领第三旗鼓佐领（卒于任）。赏戴花翎，诰授荣禄大夫。雍正十一年（1733年）七月二十四日前，李延禧已在旗鼓佐领任内身故。卒于雍正九年（1731年）十一月總管內務府大臣任上。
雍正三年（1725年）十一月，廉親王允禩决议減少內務府的披甲人名额，诸人集允禩的府邸喧闹。翌日，又到副都統李延禧家，肆意抢掠。
康熙十九年朝廷派员至江西景德镇，重启御窑厂烧造。从康熙二十年至二十七年，先后差内务府郎中徐廷弼、内务府主事李延禧、工部郎中臧应选、笔帖式车尔德等驻厂督造（据《饶州府志》“陶政”）。此次烧造，前后历时七年，期间精品迭出。

## 家族
- 始祖李𦬅，世居关东铁岭。
- 高祖李崇智。
- 高叔祖李崇仁。其子内务府正白旗汉军李成棟（c.1620s-?）；“李成棟，正白旗包衣旗鼓人，世居瀋陽地方，來歸年分無考。其子李如梧，原任主事。孫李永輝，現任筆帖式，永倫原任筆帖式”（据《八旗滿洲氏族通譜》卷75）。孙内务府主事李如梧（c.1650s-?）。曾孙李永輝，曾任内务府镶黄旗包衣第五參领第三旗鼓佐领（据《钦定八旗通志》）；筆帖式永倫。曾孙李永標（字淳九、纯九，1698-1763），任内务府郎中兼佐领、江南庐凤道、粤海关监督，著《寄素堂詩稿》（载《钦定八旗通志：艺文志》卷120）。玄孙延强（字毅斋，c.1720s-?；父李永標，李永標之甥乃侍郎伊齡阿)內務府坐辦堂郎中、張家口監督、内务府正黃旗護軍統領；曾收藏《唐·王居士砖塔铭二石本（李延强旧藏）》并于乾隆三十六年（1771）作跋（后由女婿、内务府正黄旗蒙古诗人法式善递藏）；修《全国李氏近房宗谱》（乾隆四十六年（1781）木刻印本）。其：
  - 子長闈（字迈仁，1741-？），乾隆四十四年（1779）己亥顺天乡试舉人（时隶内务府正白旗包衣佐领杨作新下；杨作新隶内务府镶黄旗汉军，系道光二十五年（1845年）乙巳恩科进士宜振之高祖），任内务府镶黄旗第四参领第一旗鼓佐领、內務府郎中、熱河總管（据《钦定八旗通志》）、内务府正白旗護軍統領，著《挹綠軒詩稿》（嘉庆庚申刊本）,里有：先曾祖惟仁公(李如梧）有君子之令名，先祖淳九公(淳九即李永标的字号）有君恩....贵芸西宫詹（贵庆官詹事时)谓余诗学放翁（陆游），余实摹拟香山（白居易）,而近似射的。
  - 子長申，內務府慎刑司郎中兼佐領、總管內務府大臣。重修其父编修的《全国李氏近房宗谱》（嘉庆十六年（1811）木刻印本，现藏中国国家图书馆）。
  - 子長順，娶尚氏（父内务府正白旗汉军、江寧織造、熱河總管尚福海；胞姊尚福娥嫁镶蓝旗宗室書約，其子嘉慶己巳科進士宗室崇碩；胞侄女尚佳氏封道光帝之豫嫔）。
  - 子長瞻，乾隆四十四年（1779年）己亥顺天乡试舉人（时隶内务府正白旗包衣佐领杨作新下；杨作新隶内务府镶黄旗汉军，系道光二十五年（1845年）乙巳恩科进士宜振之高祖），与胞兄長闈顺天乡试同榜。
  - 女李氏（1764-1800），嫁内务府正白旗满洲索綽絡氏英柱（父乾隆癸酉科舉人德元，胞叔乾隆二年（1737年）丁巳恩科進士德保）。
  - 女李氏，嫁内务府镶黄旗汉军冯氏五福（父内务府郎中兼佐领延祺，祖父雍正壬子举人、文渊阁大学士文肅公英廉），其子嘉慶四年（1799年）己未科进士象會。
  - 女李氏，继配嫁内务府正黄旗蒙古诗人、乾隆四十五年（1780年）庚子恩科进士法式善（1753-1813）。
- 曾祖李成賢（c.1570s-?）。“李成賢，正白旗包衣人，世居瀋陽地方，來歸年分無考。其曾孫李延禧原任内務府總管。元孫六格原任筆帖式。四世孫官保、黑逹色、李保、全保俱現任筆帖式”（据《八旗满洲氏族通谱》卷74）。
- 祖父李如桂（c.1590s-?）。
- 父李永清（c.1620s-?），国初从龙入京，诰赠荣禄大夫。母范氏，诰赠一品夫人；刘氏，谭氏。
- 妻王氏，诰赠一品夫人；石氏，顾氏。
- 子長显（c.1690s-?）。孙全保（c.1720s-?），官保，李保。曾孙恒泰（父全保）（c.1750s-?），其子道光九年（1829年）己丑科进士舒貴（1789-？），孙儿光绪丙子恩科进士景瀛。
- 子六格（c.1680s-?），内务府正白旗包衣第二參领第一满洲佐领（其前任二等阿达哈哈番（轻车都尉）佟保贵，拨隸怡亲王胤祥属下，出任第一任正蓝旗包衣第四參領第一佐領；该正蓝旗包衣佐领第三任、頭等護衛、李氏家族姻戚胡氏韓保系正蓝旗汉军进士吉惠之堂祖伯）、内务府郎中兼護军參领。孙李維棟（c.1700s-?），曾孙李世爵（c.1730s-?）。玄孙李萬樞，继妻楊氏（父内务府正黄旗汉军赴會寶，胞叔兵部侍郎虔礼宝系光緒十五年（1889年）己丑科进士楊鍾羲之高祖）。
- 子長印（c.1680s-?）。孙儿李維屏（又名黑達塞、赫达色，1709-1765），参领，历任内务府正黄旗包衣第五參領第三旗鼓佐領、内务府正白旗包衣第四參領第一旗鼓佐領、内务府正白旗包衣第五參领第二旗鼓佐领（前任鄭禪寶，系晚清词人鄭文焯之太高祖）、内务府镶黄旗包衣第一参领第二管领，卒于任上（据《钦定八旗通志》）；妻高佳氏（胞兄镶黄旗满洲、文华殿大学士文端公高晉，父甘肃凉州镇总兵高述明；胞姊高佳氏嫁正蓝旗汉军、二等侍卫胡照（父头等侍卫永庆；后代有道光三十年（1850年）庚戌科进士吉惠、光緒二年（1876年）丙子恩科进士胡俊章）；嫡堂妹高佳氏封乾隆帝之慧贤皇贵妃）。
- 子長英（又老格）（c.1700s-?）。孙女李氏，嫁正藍旗滿洲、吉林將軍与烏里雅蘇臺將軍勤毅公佟佳氏喜明（c.1730s-1843）（父閩浙總督、禮部尚書恭簡公常青（1713-1793））。
- 子長榮（又桑格），内务府员外郎。孙女李氏嫁内务府正白旗满洲、乾隆二年（1737年）丁巳恩科進士塞克圖氏諾敏（时隶内务府正白旗管领孟六格下，据《钦定八旗通志：进士》，与李氏家族姻戚德保进士同榜；嫡堂兄乾隆十六年（1751年）辛未进士德瑛）。
- 女李氏，嫁內務府正白旗汉军、内务府员外郎兼佐领尚琳（接替其父任内务府正白旗包衣第五参领第三旗鼓佐领，据《钦定八旗通志》；父內務府總管兼佐領尚志舜，祖父内务府佐领尚興，曾祖尚大德；胞侄熱河總管、江寧織造尚福海，其孙女尚氏封道光帝之豫嬪）。其子乾隆三年（1738年）戊午科舉人尚英奇（字卓如；隶其父内务府佐领尚琳下，据《钦定八旗通志》科举）；妻史氏（父史鵬）；孙女尚佳氏，嫁宗室祿隆阿（祖父宗學總管、奉恩將軍查達，曾祖盛京将军、多羅貝勒察尼，高祖豫通親王多鐸）。